# تيم لو دوكا
تيم لو دوكا (بالسلوفينية: Tim Lo Duca)‏ هو لاعب كرة قدم سلوفيني في مركز الهجوم، ولد في 17 ديسمبر 1985 في تولمين في سلوفينيا. لعب مع نادي دومجاله ونادي رودار فيلينيه.